# Josef Szofman
Josef Szofman, Józef Szofman, hebr.: יוסף שופמן, ang.: Yosef Shofman, Yosef Shofmann (ur. 12 czerwca 1903 w Warszawie, zm. 10 września 1978 w Izraelu) – polski i izraelski prawnik, dziennikarz, polityk i dyplomata, w latach 1955–1969 poseł do Knesetu z listy Herutu i Gahalu, w latach 1971–1974 ambasador Izraela w Wenezueli.

## Życiorys
Urodził się 12 czerwca 1903 w Warszawie w ówczesnym Imperium Rosyjskim.
Uczył się w chederze oraz w rosyjskojęzycznej szkole. Pracował w rodzinnej fabryce perfum. W II Rzeczypospolitej działał w organizacjach żydowskich. Należał do młodzieżowego ruchu Ha-Szomer Ha-Cair (Młody Strażnik). Studiując na Wydziale Prawa i Administracji Uniwersytetu Warszawskiego dołączył do żydowskiej organizacji studenckiej Jardenia. Po studiach zdał egzamin adwokacki.
W latach 1925–1926 kierował biurem prasowym Żydowskiego Funduszu Narodowego w Polsce, następnie w latach 1926–1927 pracował w Paryżu jako dziennikarz polskojęzycznej gazety żydowskiej. Związany z nurtem rewizjonistycznego syjonizmu – przystąpił do Unii Syjonistów Rewizjonistów (Brit ha-Cohar) Ze’ewa Żabotyńskiego. Po odłączeniu się rewizjonistów od Organizacji Syjonistycznej i stworzeniu Nowej Organizacji Syjonistycznej został jednym z liderów partii, obok Jana Badera i Ja’akowa Kohena, a w 1937 stanął na jej czele.
W 1940 wyemigrował do brytyjskiej Palestyny. Zarządzał pierwszą fabryką kosmetyków na terenie przyszłego państwa Izrael – Adif, a także przedsiębiorstwem Urieli. Był także prezesem Ocar Ha’Amami.
Pozostał aktywny w polityce, był jednym z liderów nurtu syjonizmu rewizjonistycznego w Palestynie, w 1946 został przewodniczącym lokalnego oddziału Nowej Organizacji Syjonistycznej. W tym samym roku został aresztowany przez władze brytyjskie. W 1947 wyjechał do Południowej Afryki jako emisariusz organizacji.
Jak większość przedstawicieli rewizjonistów związał się z założonym przez Menachema Begina Herutem. Z listy tego ugrupowania po raz pierwszy dostał się do izraelskiego parlamentu wyborach parlamentarnych w 1955. W trzecim Knesecie zasiadał w komisjach: finansów; budownictwa; spraw wewnętrznych oraz konstytucyjnej, prawa i sprawiedliwości. W wyborach w 1959 i w 1961 uzyskiwał reelekcję, ponownie zasiadając w tych samych komisjach parlamentarnych. W latach 1964–1966 był przewodniczącym kierownictwa partii. Pod koniec piątej kadencji Knesetu doszło do połączenia Herutu z Partią Liberalną i powstania Bloku Liberałów i Herutu (Gahal). Z listy nowego ugrupowania po raz czwarty i ostatni zdobył mandat poselski w wyborach w 1965.
W latach 1971–1974 był ambasadorem Izraela w Wenezueli. Zmarł 10 września 1978.